# 올란도 기둥

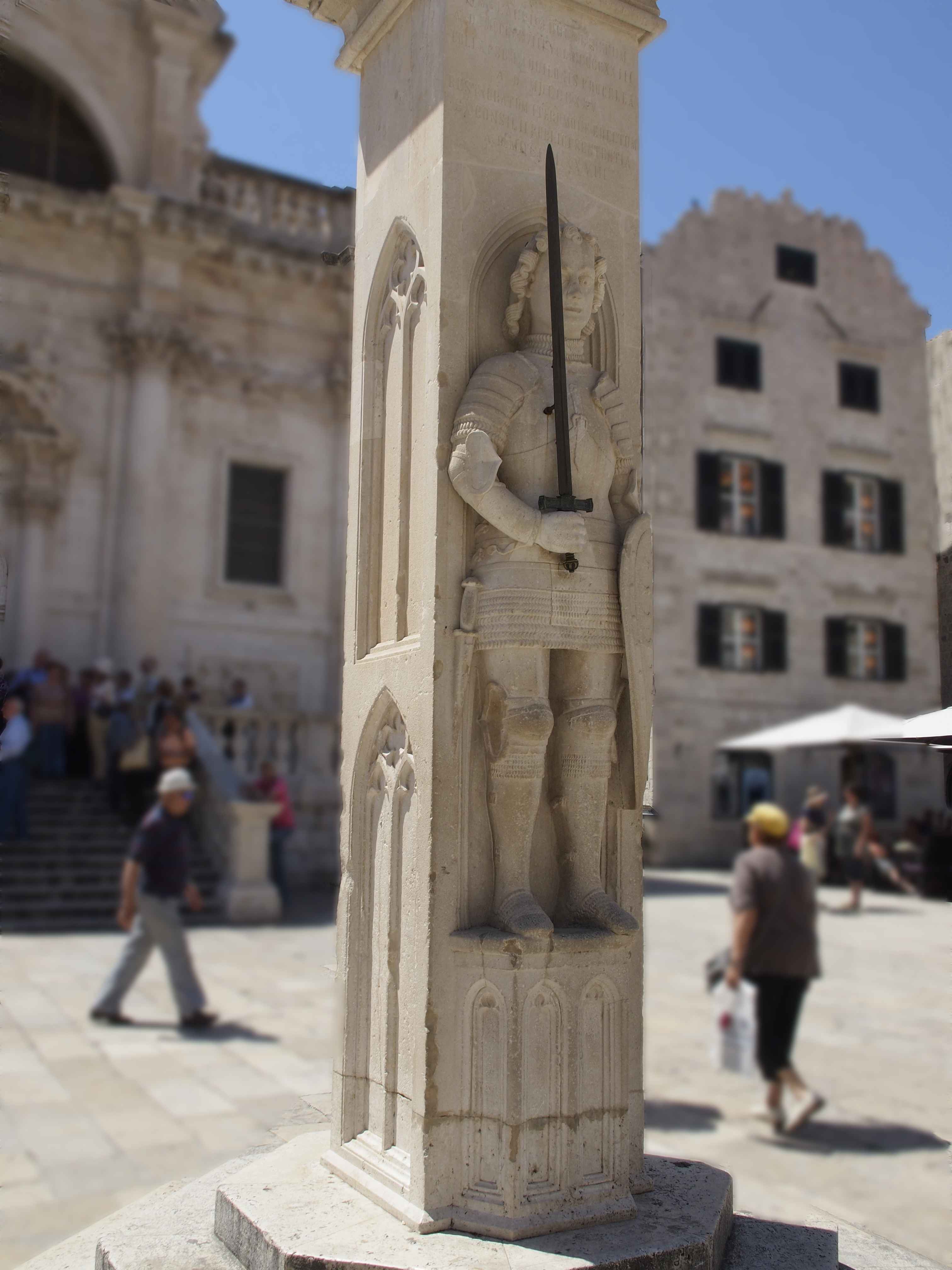
올란도 기둥

올란도 기둥(크로아티아어: Orlandov stup)은 크로아티아 두브로브니크에서 가장 오래 보존된 공공 조각품이다. 오랫동안 이 조각품은 두브로브니크에서 특정 인물에게 바쳐진 유일한 세속 기념물이었다. 이러한 기둥은 독일의 특징이다. 돌로 만들어졌으며 검을 치켜든 중세 기사의 모습이다. 두브로브니크 역사가들은 올란도 기둥의 건립을 8세기 사라센과의 싸움에서 도시를 도운 영웅 롤랑의 전설과 연관시키고 있다.